# العلاقات اللاوسية الموزمبيقية
العلاقات اللاوسية الموزمبيقية هي العلاقات الثنائية التي تجمع بين لاوس وموزمبيق.

## مقارنة بين البلدين
هذه مقارنة عامة ومرجعية للدولتين:
| وجه المقارنة                                              | لاوس        | موزمبيق          |
| --------------------------------------------------------- | ----------- | ---------------- |
| المساحة (كم2)                                             | 236.80 ألف  | 801.59 ألف       |
| عدد السكان (نسمة)                                         | 6.86 مليون  | 29.67 مليون      |
| الكثافة السكانية (ن./كم²)                                 | 28.97       | 37.01            |
| العاصمة                                                   | فيينتيان    | مابوتو           |
| اللغة الرسمية                                             | اللغة اللاو | اللغة البرتغالية |
| العملة                                                    | كيب لاوي    | متكال موزمبيقي   |
| الناتج المحلي الإجمالي (بليون دولار)                      | 16.85 مليار | 12.33 مليار      |
| الناتج المحلي الإجمالي (تعادل القوة الشرائية) بليون دولار | 38.71 مليار | 33.35 مليار      |
| الناتج المحلي الإجمالي الاسمي للفرد دولار أمريكي          | 1.82 ألف    | 529              |
| الناتج المحلي الإجمالي للفرد دولار أمريكي                 |             | 1.13 ألف         |
| مؤشر التنمية البشرية                                      | 0.575       | 0.416            |
| رمز المكالمات الدولي                                      | +856        | +258             |
| رمز الإنترنت                                              | .la         | .mz              |
| المنطقة الزمنية                                           | ت ع م+07:00 | ت ع م+02:00      |

## منظمات دولية مشتركة
يشترك البلدان في عضوية مجموعة من المنظمات الدولية، منها:
| علم المنظمة | اسم المنظمة                        | تاريخ انضمام لاوس | تاريخ انضمام موزمبيق |
| ----------- | ---------------------------------- | ----------------- | -------------------- |
|             | مؤسسة التنمية الدولية              | 28 أكتوبر 1963    | 24 سبتمبر 1984       |
|             | منظمة حظر الأسلحة الكيميائية       | ?                 | ?                    |
|             | الأمم المتحدة                      | 14 ديسمبر 1955    | 16 سبتمبر 1975       |
|             | منظمة الشرطة الجنائية الدولية      | ?                 | ?                    |
|             | وكالة ضمان الاستثمار متعدد الأطراف | 5 أبريل 2000      | 23 نوفمبر 1994       |
|             | مؤسسة التمويل الدولية              | 29 يناير 1992     | 24 سبتمبر 1984       |
|             | البنك الدولي للإنشاء والتعمير      | 5 يوليو 1961      | 24 سبتمبر 1984       |
|             | يونسكو                             | 9 يوليو 1951      | 11 أكتوبر 1976       |

## وصلات خارجية
- موقع وزارة الخارجية الموزمبيقية